# Кремяное
Кремяное — село в Кореневском районе Курской области. Входит в состав Ольговского сельсовета.

## География
Село находится на реке Крепна (приток Сейма), в 86 км к юго-западу от Курска, в 13,5 км к востоку от районного центра — посёлка городского типа Коренево, в 4,5 км от центра сельсовета — села Ольговка.
Улицы
В селе улицы: Вольная, Выгонная, Долгая, Заводская, Кремянка, Мирная, Набережная, Садовая, Центральная.
Климат
Кремяное, как и весь район, расположено в поясе умеренно континентального климата с тёплым летом и относительно тёплой зимой (Dfb в классификации Кёппена).
| Показатель                                                                   | Янв. | Фев. | Март | Апр. | Май  | Июнь | Июль | Авг. | Сен. | Окт. | Нояб. | Дек. | Год  |
| ---------------------------------------------------------------------------- | ---- | ---- | ---- | ---- | ---- | ---- | ---- | ---- | ---- | ---- | ----- | ---- | ---- |
| Средний суточный максимум, °C                                                | −3,6 | −2,5 | 3,5  | 13,3 | 19,6 | 22,8 | 25,3 | 24,7 | 18,4 | 10,8 | 3,8   | −0,8 | 11,3 |
| Средняя температура, °C                                                      | −5,7 | −5,1 | −0,2 | 8,5  | 14,9 | 18,5 | 20,9 | 20,1 | 14,2 | 7,5  | 1,6   | −2,7 | 7,7  |
| Средний суточный минимум, °C                                                 | −8,1 | −8,3 | −4,3 | 3    | 9,2  | 13,1 | 15,9 | 14,9 | 9,9  | 4,1  | −0,7  | −4,9 | 3,6  |
| Норма осадков, мм                                                            | 50   | 44   | 48   | 50   | 63   | 70   | 79   | 52   | 57   | 56   | 47    | 48   | 664  |
| Источник: Погода по месяцам c ru.climate-data.org(дата обращения: Июль 2021) |      |      |      |      |      |      |      |      |      |      |       |      |      |

## Население
| 2002 | 2010 |
| ---- | ---- |
| 835  | ↘649 |

## Инфраструктура
Личное подсобное хозяйство. В селе 354 дома.

## Транспорт
Кремяное находится в 5 км от автодороги регионального значения 38К-030 (Рыльск — Коренево — Суджа), в 12 км от автодороги 38К-024 (Льгов — Суджа), в 3 км от автодороги межмуниципального значения 38Н-563 (38К-030 — Журавли подъездом к с. Ольговка), в 4 км от автодороги 38Н-569 (38К-030 — Ольговка), на автодороге 38Н-564 (38К-030 — Каучук — 38К-024), в 8 км от ближайшего ж/д остановочного пункта 367 км (линия 322 км — Льгов I). Остановка общественного транспорта.
В 135 км от аэропорта имени В. Г. Шухова (недалеко от Белгорода).